# Centre hospitalier universitaire départemental de l’Ouémé et du Plateau
 (juin 2024).
La mise en forme du texte ne suit pas les recommandations de Wikipédia : il faut le « wikifier ».
Les points d'amélioration suivants sont les cas les plus fréquents. Le détail des points à revoir est peut-être précisé sur la page de discussion.
- Les titres sont pré-formatés par le logiciel. Ils ne sont ni en capitales, ni en gras.
- Le texte ne doit pas être écrit en capitales (les noms de famille non plus), ni en gras, ni en italique, ni en « petit »…
- Le gras n'est utilisé que pour surligner le titre de l'article dans l'introduction, une seule fois.
- L'italique est rarement utilisé : mots en langue étrangère, titres d'œuvres, noms de bateaux, etc.
- Les citations ne sont pas en italique mais en corps de texte normal. Elles sont entourées par des guillemets français : « et ».
- Les listes à puces sont à éviter, des paragraphes rédigés étant largement préférés. Les tableaux sont à réserver à la présentation de données structurées (résultats, etc.).
- Les appels de note de bas de page (petits chiffres en exposant, introduits par l'outil «  Source ») sont à placer entre la fin de phrase et le point final[comme ça].
- Les liens internes (vers d'autres articles de Wikipédia) sont à choisir avec parcimonie. Créez des liens vers des articles approfondissant le sujet. Les termes génériques sans rapport avec le sujet sont à éviter, ainsi que les répétitions de liens vers un même terme.
- Les liens externes sont à placer uniquement dans une section « Liens externes », à la fin de l'article. Ces liens sont à choisir avec parcimonie suivant les règles définies. Si un lien sert de source à l'article, son insertion dans le texte est à faire par les notes de bas de page.
- La présentation des références doit suivre les conventions bibliographiques. Il est recommandé d'utiliser les modèles {{Ouvrage}}, {{Chapitre}}, {{Article}}, {{Lien web}} et/ou {{Bibliographie}}. Le mode d'édition visuel peut mettre en forme automatiquement les références.
- Insérer une infobox (cadre d'informations à droite) n'est pas obligatoire pour parachever la mise en page.

Pour une aide détaillée, merci de consulter Aide:Wikification.
Si vous pensez que ces points ont été résolus, vous pouvez retirer ce bandeau et améliorer la mise en forme d'un autre article.
Le Centre hospitalier universitaire départemental de l’Ouémé et du Plateau (CHUD-OP, anciennement appelé CHD-OP) est un établissement public de santé béninois inscrit au rang de centre hospitalier universitaire des départements de l'Ouémé et du Plateau et situé à Porto-Novo au Bénin.

## Structure
Le centre hospitalier universitaire départemental de l'Ouémé et du Plateau est organisé en unités qui regroupent des activités de soins, de prévention...Il se compose des services d'activités médicales (la chirurgie générale, la maternité, la pédiatrie et la médecine) et des unités en : néotalogie, oncologie, urgences, ophtalmologie, anesthésie-rénimation, gynécologie obstétrique....

## Ressources techniques
De la Fondation Claudine Talon, l'hôpital bénéficie de 55 lits, dont 24 pour l’unité d’oncologie pédiatrique et 31 pour les urgences pédiatriques en mai 2022avant d'être annoncé admis par le gouvernement pour l'acquisition et l'installation d'un scanner médical 64 barrettes sur 128 coupes en avril 2024 ,.